# Joel Mandelbaum
Joel Mandelbaum (1932) is een Amerikaans componist en leraar.
Hij is voornamelijk bekend vanwege zijn publicaties over microtonale muziek, reine stemming en de 19- en 31-schalige toonreeksen.

## Biografie
Joel Mandelbaum werd in 1932 in de Verenigde Staten geboren. Hij promoveerde aan de universiteit van Indiana in de muziektheorie in 1961. De titel van het proefschrift was "Multiple Division of the Octave and the Tonal Resources of 19-tone Temperament" (Meervoudige verdeling van het octaaf en de tonale mogelijkheden van de 19-toonsstemming). Hij doceerde aan het Queens College van de Universiteit van New York van 1961 tot 1999 en was hoofd van de muziekfaculteit.
Zijn interesse in microtonen werd gewekt door een lezing van Hindemith waarin voornoemde componist enthousiast diverse historische stemmingstheorieën presenteerde en ze vervolgens op niet overtuigende wijze probeerde te weerleggen. Mandelbaum begon een briefwisseling met prof. Adriaan Fokker die leidde tot een zes weken durend verblijf in Haarlem in 1963. Daarin componeerde hij onder Fokkers begeleiding in de toongeslachten van Euler.
- Gemeinsame Normdatei: 1228874778
- International Standard Name Identifier: 0000 0000 2588 1618
- Library of Congress Control Number: n86142955
- MusicBrainz: 36e91b97-be55-4eab-a2fa-183f73a91681
- Nationale Bibliotheek van Israël: 987007271405405171
- Nederlandse Thesaurus van Auteursnamen: 073929131
- SNAC: w66d8pnn
- Virtual International Authority File: 2890409
- WorldCat: E39PBJx4qMMCM6fxcCHf3Mj6Kd